# Tendzin Drugdra
Tendzin Drugdra foi um Desi Druk do Reino do Butão, reinou de 1819 até 1823. Foi antecedido no trono por Sonam Drugyal, tendo-lhe seguido Choki Gyaltshen.